# Götz Irén Júlia
Götz Irén Júlia (Magyaróvár, 1889. április 3. – Ufa, Szovjetunió, 1941 vége) magyar vegyész, egyetemi oktató, kémiai szakíró. Dienes László felesége.

## Életútja
A budapesti tudományegyetem kémia–fizika–matematika szakán szerzett doktorátust (1911). Egy évig Párizsban ösztöndíjas volt a Nobel-díjas Curie asszony intézetében. Részt vett a Galilei Kör tevékenységében, a Magyarországi Tanácsköztársaság bukása után emigrált, 1920-tól Bukarestben Bölöni György társaságában a Bukaresti Hírlapot szerkesztette. 1922-től a kolozsvári Gyógyszerészeti Intézet adjunktusa lett, 1925-től előadótanárként dolgozott az orvosi karon. 1928 őszén családjával Berlinbe költözött. 1931-től Moszkvában a Nitrogénkutató Intézet munkatársa lett, 1941-ben hamis vádak alapján meghurcolták, majd szabadlábra helyezték. Tífuszban halt meg.
Még budapesti időszakában a Magyar Chemiai Folyóirat közölte A rádiumemanáczió mennyiségi meghatározásáról (doktori disszertációja, 1911), a Kis hydroxyl-ion-konczentrácziók stalagmométeres méréséről (Gróh Gyulával, 1914) és a Folyadékok keverésekor beálló térfogatváltozások okairól (1919) c. publikációit.
Romániai tartózkodása alatt 1921-ben a Napkelet közölte A tudomány harca a világnézetért c. tanulmányát; 1923-ban a Román Akadémia francia nyelvű közlönyében jelent meg szakdolgozata a molekulák és ionok más anyag oldatában való diffúziójáról (Gheorghe P. Pamfillal közösen); 1926-tól G. szignóval rendszeres munkatársa a Korunk kultúrkrónikájának. Írásai közül kiemelkedik: Harc Einstein körül, Az elemek átváltozása és a modern anyag-fogalom (1926), Rakétán a világtérbe (1928), Kozmikus sugárzás (1929), A milliomosok utcája (1930).